# PIGBOS1
PIGBOS1 (англ. PIGB opposite strand 1) – білок, який кодується однойменним геном, розташованим у людей на короткому плечі 15-ї хромосоми. Довжина поліпептидного ланцюга білка становить 54 амінокислот, а молекулярна маса — 6 313.
| 10         |  | 20         |  | 30         |  | 40         |  | 50         |
| ---------- |  | ---------- |  | ---------- |  | ---------- |  | ---------- |
| MFRRLTFAQL |  | LFATVLGIAG |  | GVYIFQPVFE |  | QYAKDQKELK |  | EKMQLVQESE |
| EKKS       |  |            |  |            |  |            |  |            |

A: Аланін

D: Аспарагінова кислота

E: Глутамінова кислота

F: Фенілаланін

G: Гліцин

I: Ізолейцин

K: Лізин

L: Лейцин

M: Метіонін

P: Пролін

Q: Глутамін

R: Аргінін

S: Серин

T: Треонін

V: Валін

Секретований назовні.